# Xã Ozark, Quận Lawrence, Missouri
Xã Ozark (tiếng Anh: Ozark Township) là một xã thuộc quận Lawrence, tiểu bang Missouri, Hoa Kỳ. Năm 2010, dân số của xã này là 1.658 người.